# Inge Sernulf
Inge Sernulf, född 13 november 1932 i Göteborg, död i juni 1993 i Knivsta, var en svensk teckningslärare, målare och grafiker.
Han var son till rederitjänstemannen Olof Werner Sernulf och Anna Margareta Mollberg och mellan 1960 och 1973 gift med Ingela Maria Sandegren. Sernulf studerade vid Slöjdföreningens skola i Göteborg 1951–1954 och på teckningslärarinstitutet vid Konstfack i Stockholm 1956–1960. Tillsammans med Nanny Nygren-Biró ställde han ut i Karlskoga och tillsammans med Sune Björkman i Strömstad. Han medverkade regelbundet i Göteborgs konstförenings Decemberutställningar 1952–1958 på Göteborgs konsthall och i olika grupputställningar på Klubb Portal i Göteborg och Karlstad. Som illustratör medverkade han med illustrationer till årsboken När Var Hur 1960 och 1961 samt boken Facts about Sweden dessutom komponerade han skivomslag för Sveriges radio. Hans konst är Klee-inspirerad och består av bilder från havets värld med fiskformer och strömningar.